# Flensburgo
Flensburgo (em alemão: Flensburg; em dinamarquês: Flensborg) é uma cidade do norte da Alemanha localizada no estado de Eslésvico-Holsácia. A cidade possui várias praias e faz fronteira com a Dinamarca.
Flensburgo é uma cidade independente (kreisfreie Stadt) ou distrito urbano (Stadtkreis), ou seja, possui estatuto de distrito (Kreis).

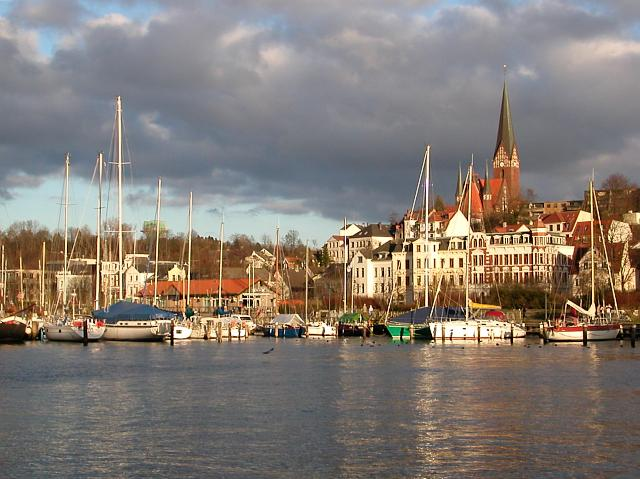
Flensburg (2005)
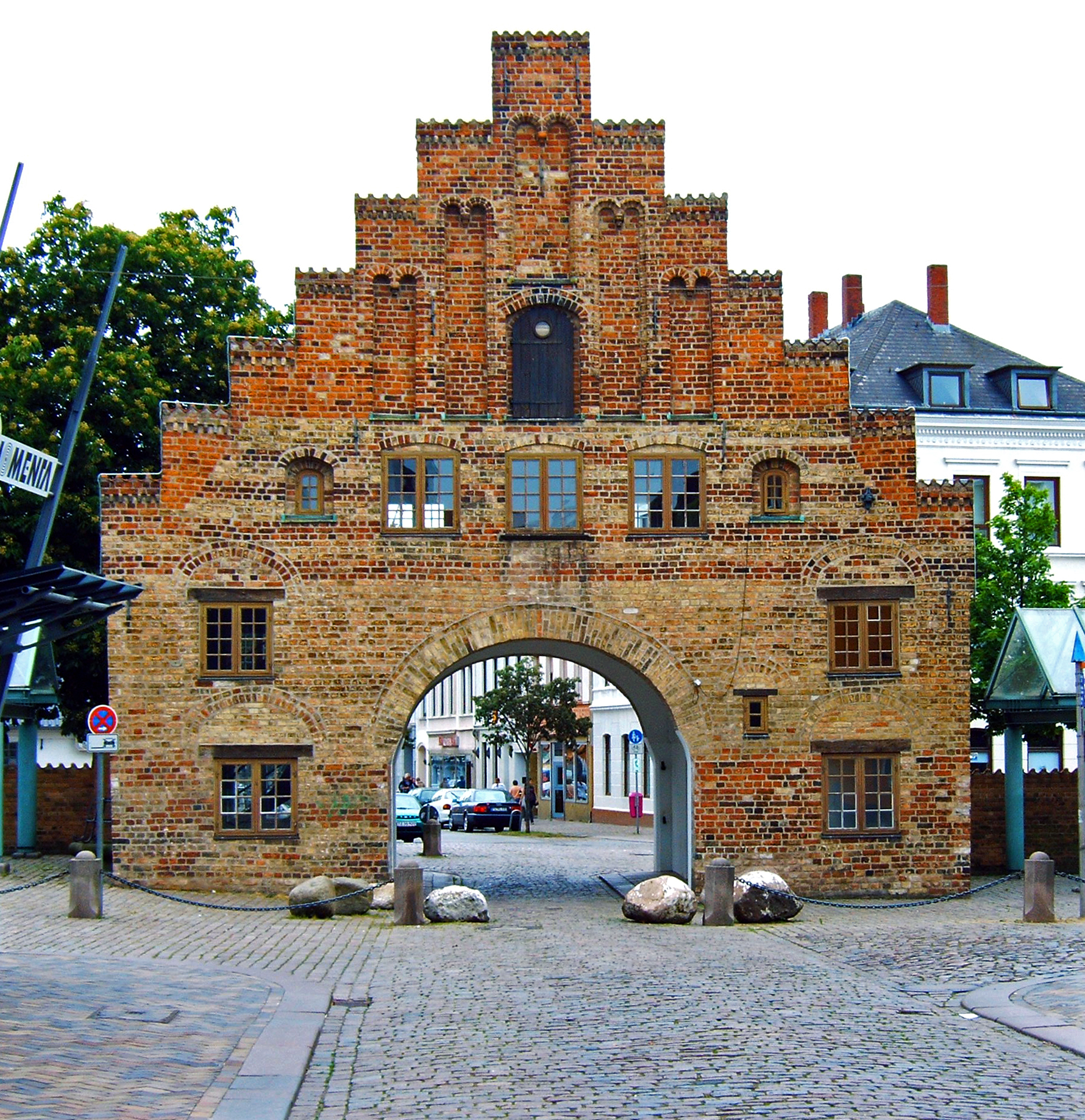
Nordertor
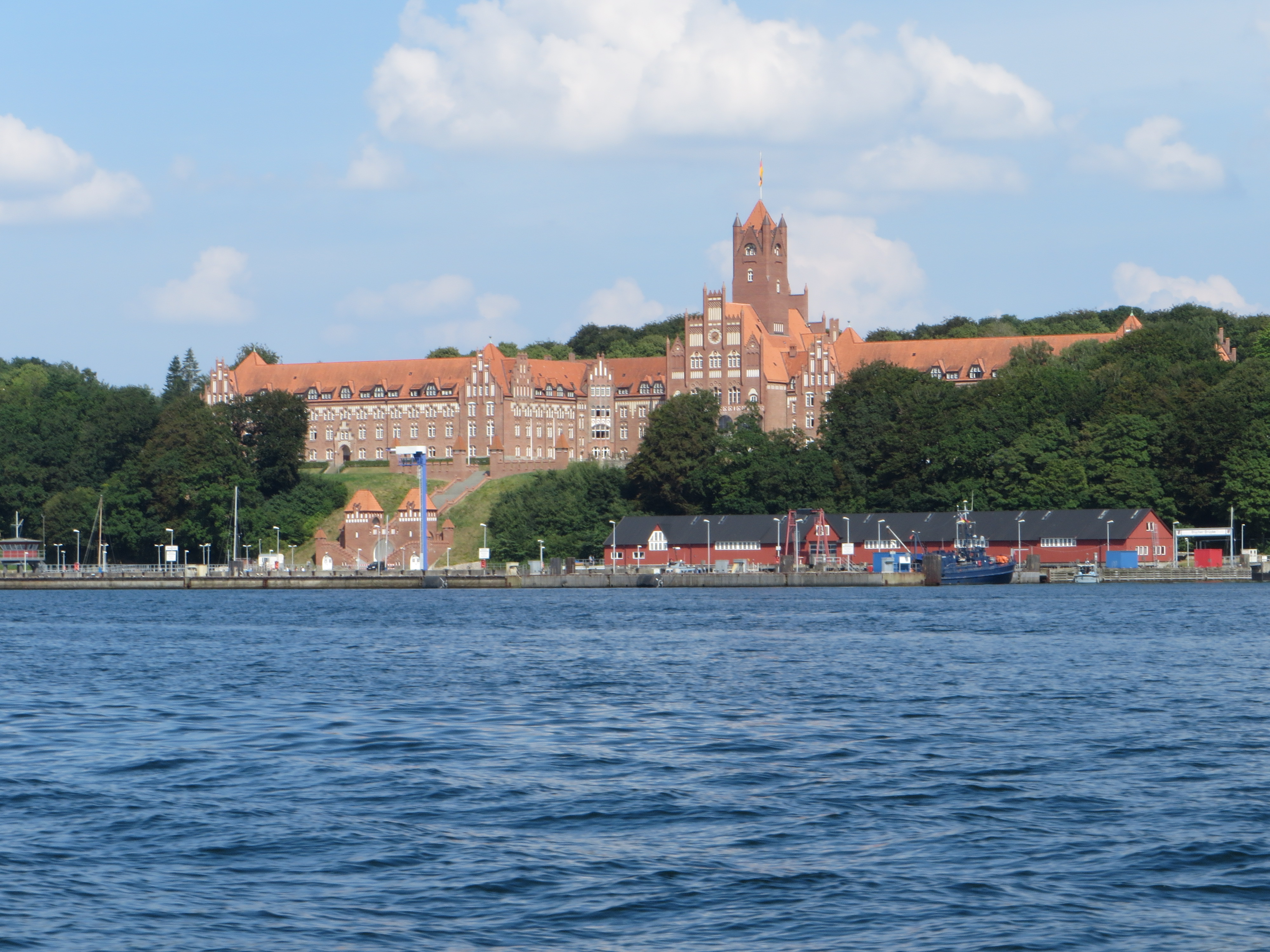
Marineschule Mürwik
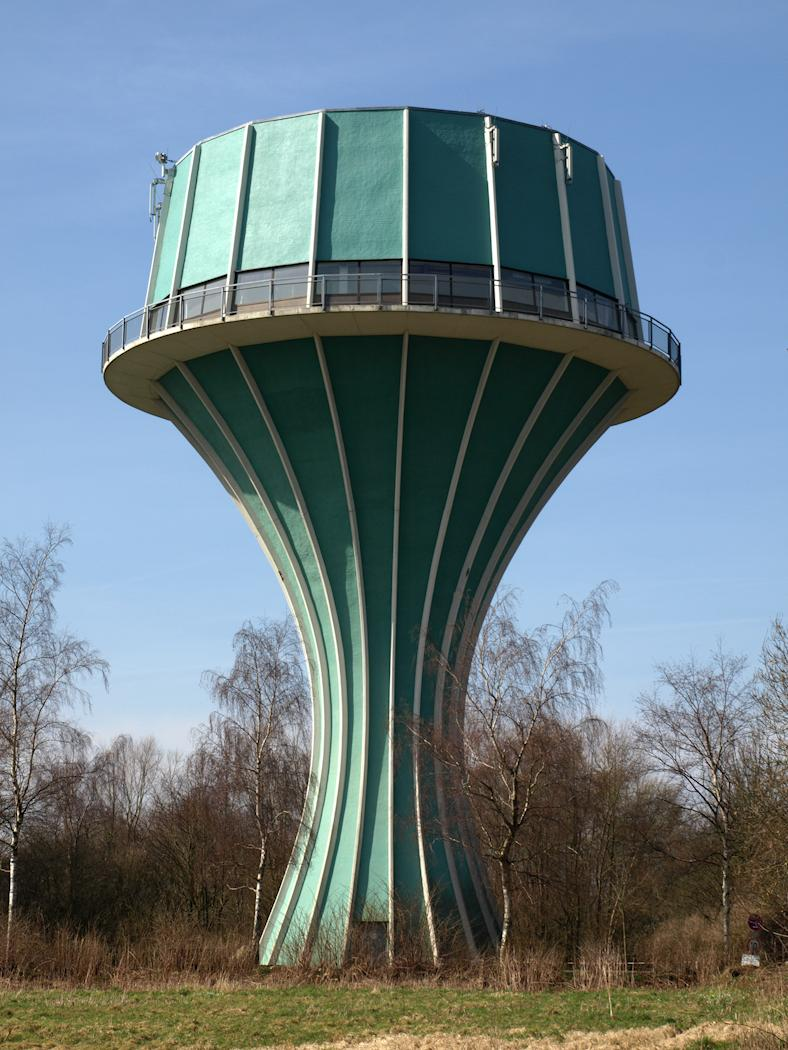
Mürwiker Wasserturm
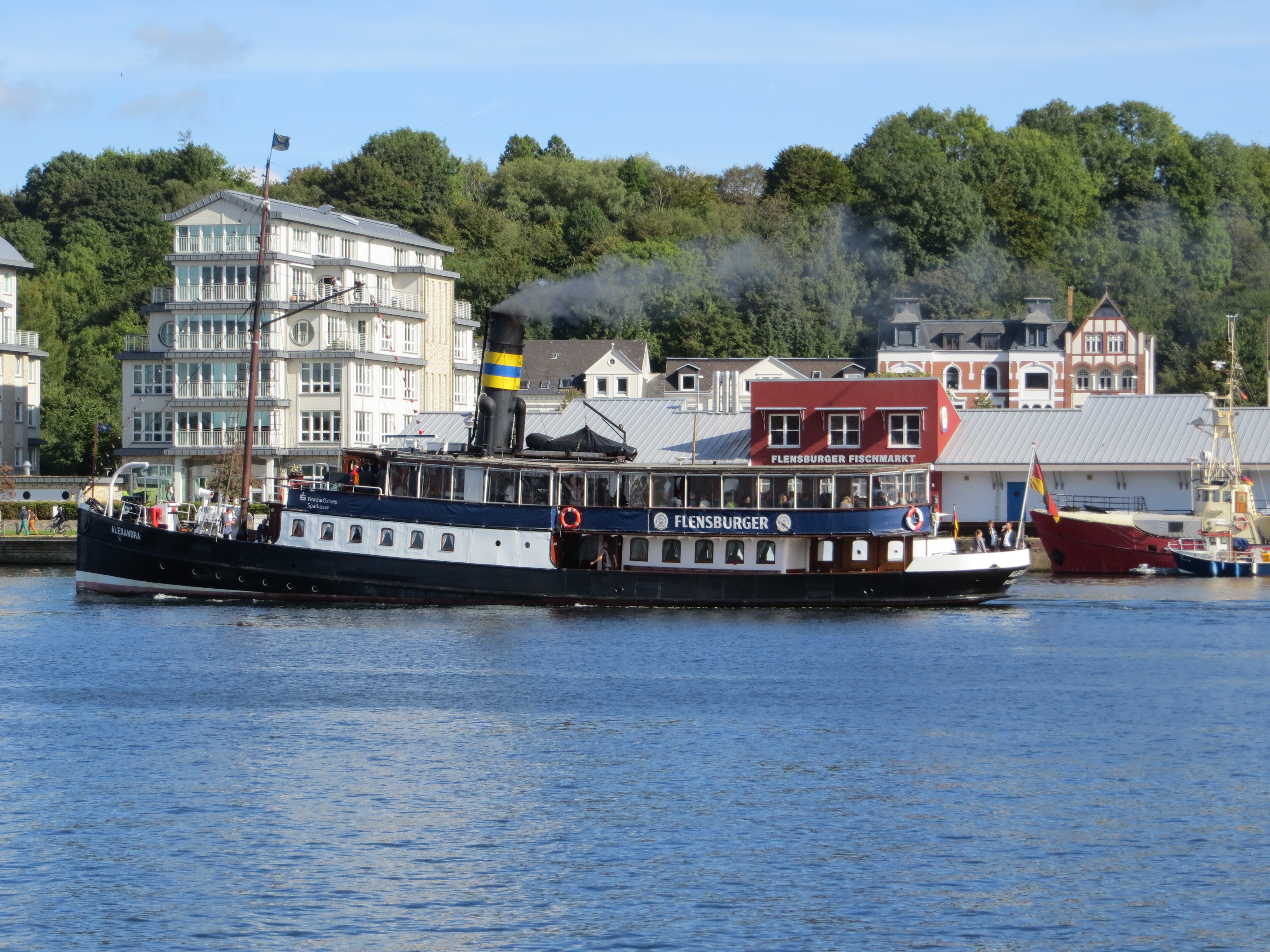
Alexandra
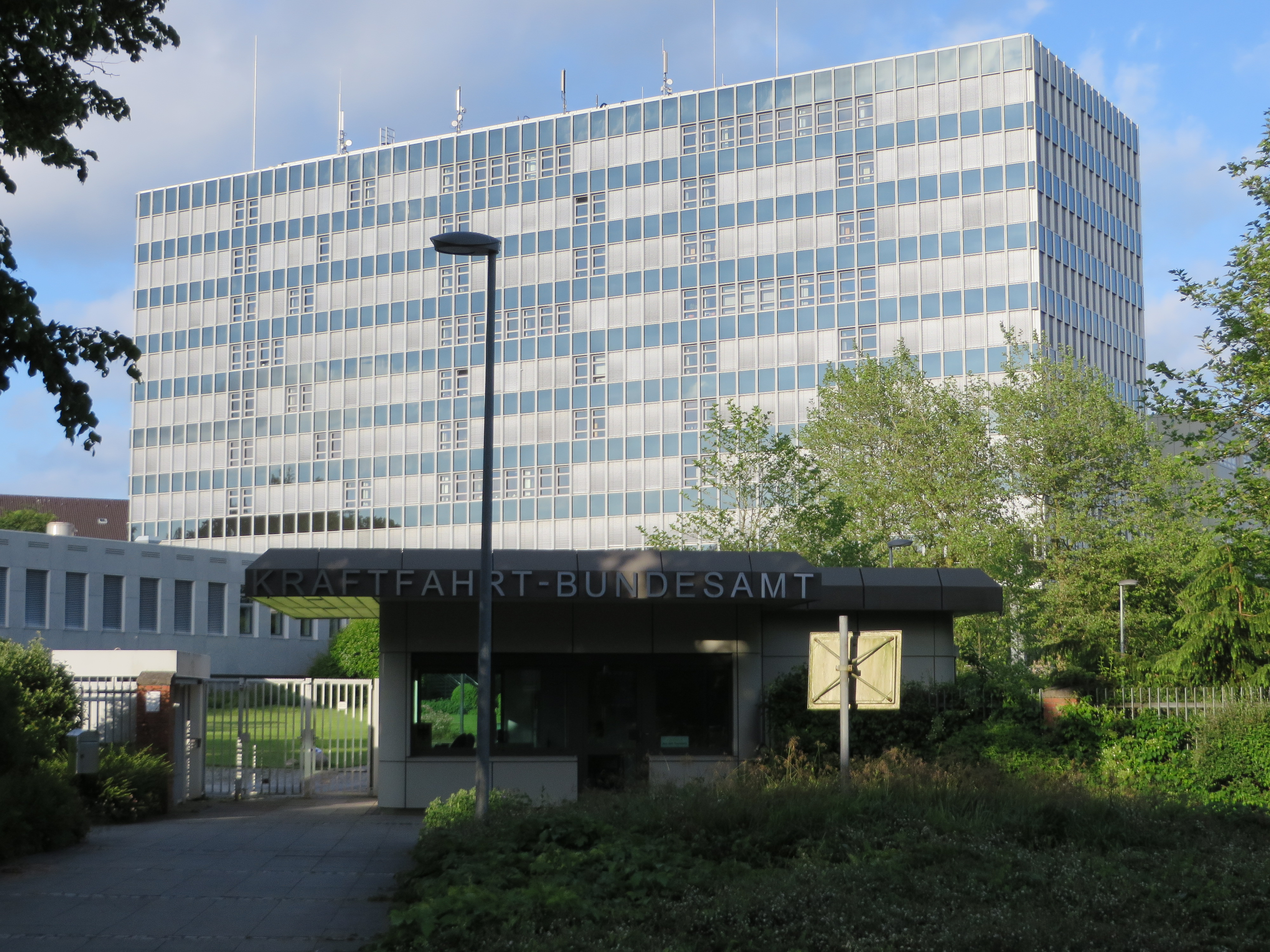
KBA